# Simon Yates (alpinista)
Simon Yates (ur. 1963 w Leicestershire) – brytyjski alpinista.
Yates w 1980 przeprowadził się do Sheffield, gdzie ukończył studia na kierunku biochemia. Sławę zawdzięcza książce Touching the Void („Dotknięcie pustki”), w której jego partner wspinaczkowy Joe Simpson opisuje historię groźnego wypadku, mającego miejsce w czasie zejścia ze szczytu Siula Grande w Andach peruwiańskich w 1985.